# 大災難P.T.A.
『大災難P.T.A.』（だいさいなんピーティーエー、Planes, Trains and Automobiles）は、1987年公開のアメリカのコメディ・ロードムービー。
監督・脚本・製作はジョン・ヒューズ。タイトルのP.T.A.はPlanes（飛行機）、Trains（列車）、Automobiles（自動車）の意味。

## あらすじ
感謝祭前日、広告会社に勤めるニールはニューヨークのクライアントに広告ポスターの提案を行っていたが、会議中も家族のいるシカゴへ戻る飛行機の出発時間を気にしていた。
ようやく仕事から解放され、ラッシュアワーの中ラガーディア空港へと向かう際シャワーカーテン用リングのセールスマン、デルにタクシーを横取りされたのを皮切りに災難に巻き込まれていく。
悪天候で飛行機は出発が遅れ、飛べば目的地からはるか離れた土地に着くことになる。列車、バス、自動車と乗り継ぎながら、二人は様々な災難を経験していく。はじめはデルの傍若無人なおしゃべりと、無神経さにニールは苛立ちながらも、目的地のシカゴに近づくにつれ二人は友情を深めていく。

## キャスト
※括弧内は日本語吹替（ソフト未収録）
- ニール・ペイジ - スティーヴ・マーティン（大竹まこと）
- デル・グリフィス - ジョン・キャンディ（安西正弘）
- スーザン・ペイジ - ライラ・ロビンズ（英語版）（榊原良子）
- マーティ・ペイジ - オリヴィア・バーネット（英語版）（こおろぎさとみ）
- ニールの息子 - マシュー・ローレンス（近藤玲子）
- オーウェン - ディラン・ベイカー（金尾哲夫）
- ドゥービー - ラリー・ハンキン（英語版）（大山高男）
- ウォルト - リチャード・ハード（英語版）（大山高男）
- ガス - チャールズ・タイナー
- セントルイスのレンタカー店受付 - エディ・マックラーグ
- ウィチタの空港グランドスタッフ - ベン・スタイン（幹本雄之）
- 州警察官 - マイケル・マッキーン（幹本雄之）
- ジョン - ライマン・ウォード（英語版）（クレジットなし）（小島敏彦）
- ブライアント - ウィリアム・ウィンダム（クレジットなし）（北村弘一）
- タクシーを捕まえる時の競走者 - ケヴィン・ベーコン（クレジットなし）

## スタッフ
- 監督・脚本・製作：ジョン・ヒューズ
- 製作総指揮：マイケル・チニック、ニール・A・マクリス
- 撮影：ドナルド・ピーターマン
- 音楽：アイラ・ニューボーン
- 編集：ポール・ハーシュ